# Brem-sur-Mer
Brem-sur-Mer és un municipi francès situat al departament de Vendée i a la regió de País del Loira. L'any 2007 tenia 2.485 habitants.

## Demografia

### Població
El 2007 la població de fet de Brem-sur-Mer era de 2.485 persones. Hi havia 1.075 famílies de les quals 314 eren unipersonals (141 homes vivint sols i 173 dones vivint soles), 455 parelles sense fills, 259 parelles amb fills i 47 famílies monoparentals amb fills.
La població ha evolucionat segons el següent gràfic:
Habitants censats

### Habitatges
El 2007 hi havia 2.057 habitatges, 1.102 eren l'habitatge principal de la família, 895 eren segones residències i 60 estaven desocupats. 2.029 eren cases i 26 eren apartaments. Dels 1.102 habitatges principals, 809 estaven ocupats pels seus propietaris, 273 estaven llogats i ocupats pels llogaters i 20 estaven cedits a títol gratuït; 6 tenien una cambra, 36 en tenien dues, 257 en tenien tres, 368 en tenien quatre i 435 en tenien cinc o més. 927 habitatges disposaven pel capbaix d'una plaça de pàrquing. A 592 habitatges hi havia un automòbil i a 432 n'hi havia dos o més.

### Piràmide de població
La piràmide de població per edats i sexe el 2009 era:
| Homes | Edats   | Dones |
| ----- | ------- | ----- |
| 0     | 95 o +  | 4     |
| 4     | 90 a 94 | 20    |
| 20    | 85 a 89 | 20    |
| 16    | 80 a 84 | 48    |
| 56    | 75 a 79 | 36    |
| 68    | 70 a 74 | 88    |
| 92    | 65 a 69 | 68    |
| 96    | 60 a 64 | 84    |
| 32    | 55 a 59 | 76    |
| 48    | 50 a 54 | 72    |
| 60    | 45 a 49 | 44    |
| 64    | 40 a 44 | 48    |
| 68    | 35 a 39 | 64    |
| 52    | 30 a 34 | 60    |
| 68    | 25 a 29 | 44    |
| 40    | 20 a 24 | 24    |
| 76    | 15 a 19 | 60    |
| 72    | 10 a 14 | 48    |
| 52    | 5 a 9   | 48    |
| 32    | 0 a 4   | 64    |

## Economia
El 2007 la població en edat de treballar era de 1.388 persones, 938 eren actives i 450 eren inactives. De les 938 persones actives 824 estaven ocupades (459 homes i 365 dones) i 114 estaven aturades (43 homes i 71 dones). De les 450 persones inactives 262 estaven jubilades, 74 estaven estudiant i 114 estaven classificades com a «altres inactius».

### Ingressos
El 2009 a Brem-sur-Mer hi havia 1.175 unitats fiscals que integraven 2.571 persones, la mediana anual d'ingressos fiscals per persona era de 17.549 €.

### Activitats econòmiques
Dels 116 establiments que hi havia el 2007, 1 era d'una empresa extractiva, 1 d'una empresa alimentària, 5 d'empreses de fabricació d'altres productes industrials, 26 d'empreses de construcció, 27 d'empreses de comerç i reparació d'automòbils, 5 d'empreses de transport, 11 d'empreses d'hostatgeria i restauració, 4 d'empreses financeres, 8 d'empreses immobiliàries, 8 d'empreses de serveis, 12 d'entitats de l'administració pública i 8 d'empreses classificades com a «altres activitats de serveis».
Dels 38 establiments de servei als particulars que hi havia el 2009, 1 era una oficina de correu, 4 tallers de reparació d'automòbils i de material agrícola, 7 paletes, 4 guixaires pintors, 2 fusteries, 2 lampisteries, 4 electricistes, 3 empreses de construcció, 3 perruqueries, 5 restaurants, 2 agències immobiliàries i 1 saló de bellesa.
Dels 11 establiments comercials que hi havia el 2009, 1 era un supermercat, 1 una botiga de més de 120 m², 1 una fleca, 1 una carnisseria, 2 llibreries, 1 una botiga de roba, 1 una sabateria, 1 una botiga d'electrodomèstics, 1 una botiga de material esportiu i 1 una floristeria.
L'any 2000 a Brem-sur-Mer hi havia 43 explotacions agrícoles que ocupaven un total de 697 hectàrees.

## Equipaments sanitaris i escolars
L'únic equipament sanitari que hi havia el 2009 era una farmàcia.
El 2009 hi havia 2 escoles elementals.

## Poblacions més properes
El següent diagrama mostra les poblacions més properes.